# Grupa lotnicza kapitana Heidricha
Grupa lotnicza kapitana Heidricha (ros. Aвиационная группа капитана Хайдриха) – oddział lotniczy Abwehry złożony z Rosjan na froncie wschodnim podczas II wojny światowej.
Oddział został sformowany w maju 1942 r. Wchodził w skład Abwehry. Był podporządkowany 107 Abwehrgrupie. Na jego czele stał kpt. Heidrich. W skład oddziału wchodzili b. jeńcy wojenni – lotnicy i personel lotniczy z Armii Czerwonej. Do zadań oddziału należało przerzucanie agentów przez linię frontu na bliskie tyły Armii Czerwonej, a także prowadzenie rozpoznania przedpola frontu. Oddział stacjonował na lotnisku w Orle. Latano na sowieckich samolotach dwupłatowych Po-2 (U-2). Wiele lotów odbywano nocą. W marcu 1943 r. oddział podporządkowano Abwehrkommando-103. Liczył wówczas 8 samolotów Po-2 prowadzących loty z lotniska w Borowsku. We wrześniu 1943 r. oddział przeniesiono do Mohylewa, zaś w październiku do Borysowa.